# Astronomisk enhet

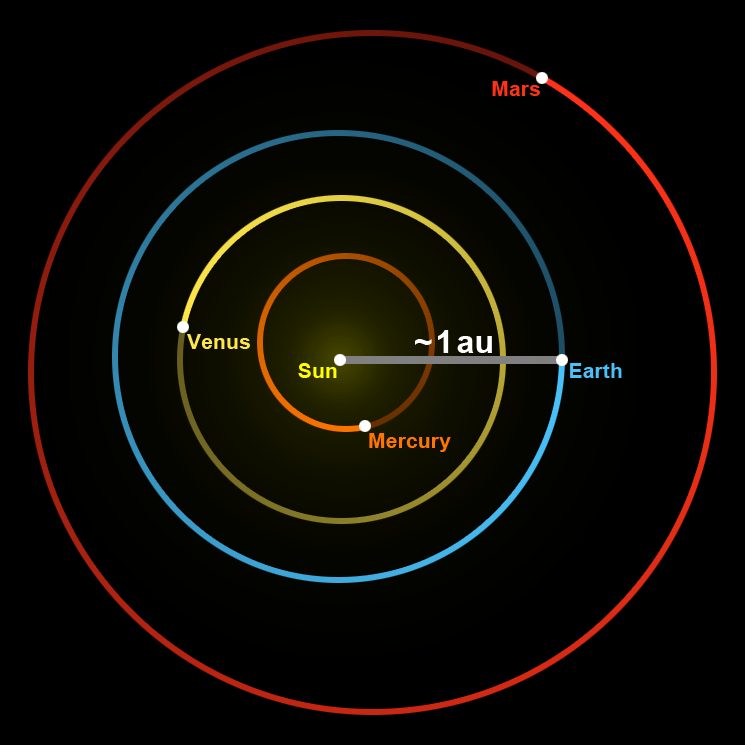
Inre Solsystemet, med avståndet mellan jorden och solen markerat med grå linje.

Astronomisk enhet (Astronomical unit förkortat au, ibland AU,  eller AE) är ett längdmått som tidigare definierades som avståndet mellan jorden och solen. Under ett möte med Internationella astronomiska unionen (IAU) i augusti 2012 preciserades det till exakt 149 597 870 700 m eller omkring 150 miljoner kilometer. Ett ljusår är alltså cirka 63 241 AE och ljuset färdas en AE på cirka 499 sekunder.
Förkortningen "au" rekommenderas sedan 2014 av Internationella byrån för mått och vikt. Internationella astronomiska unionen rekommenderar också "au". I engelskspråkiga länder som USA används ofta "AU", och detta bruk har även börjat sprida sig till icke engelskspråkiga länder. Historiskt sett var den astronomiska enheten tänkt som det genomsnittliga jord-solavståndet (medelvärdet av jordens aphelion och perihelion), innan dess moderna omdefiniering 2012. 
Den astronomiska enheten används främst för att mäta avstånd inom solsystemet eller runt andra stjärnor. Det är också en grundläggande komponent i definitionen av en annan enhet av astronomisk längd, parsec. En AE motsvarar ungefär 499 ljussekunder. 

## Historik om symbolanvändning
En mängd enhetssymboler och förkortningar har använts för den astronomiska enheten. I en resolution från 1976 hade Internationella astronomiska unionen (IAU) använt symbolen A för att beteckna en längd lika med den astronomiska enheten. I den astronomiska litteraturen är symbolen AU vanlig. År 2006 hade Internationella byrån för mått och vikt (BIPM) rekommenderat ua som symbol för enheten, från franska "unité astronomique". I den icke-normativa bilaga C till ISO 80000-3:2006 (senare tillbakadragen) var symbolen för den astronomiska enheten också ua.
År 2012 rekommenderade IAU, som noterade "att olika symboler för närvarande används för den astronomiska enheten", användningen av symbolen "au". De vetenskapliga tidskrifterna publicerade av American Astronomical Society och Royal Astronomical Society antog därefter denna symbol. I 2014 års revidering och 2019 års upplaga av SI-broschyren använde BIPM enhetssymbolen "au". ISO 80000-3:2019, som ersätter ISO 80000-3:2006, nämner inte den astronomiska enheten.

## Utveckling av enhetsdefinition
Jordens bana runt solen är en ellips. Halvhuvudaxe  i denna elliptiska omloppsbana definieras som hälften av det raka linjesegmentet som förenar perihelium och aphelium. Solens centrum ligger på detta raka linjesegment, men inte vid dess mittpunkt. Eftersom ellipser är välförstådda former, definierade mätning av punkterna för dess ytterligheter den exakta formen matematiskt och möjliggjorde beräkningar för hela omloppsbanan såväl som förutsägelser baserade på observation. Dessutom kartlade den exakt det största raka avståndet som jorden korsar under loppet av ett år, och definierade tider och platser för att observera den största parallaxen (skenbara positionsförskjutningar) i närliggande stjärnor. Att känna till jordens förskjutning och en stjärnas förskjutning gjorde det möjligt att beräkna stjärnans avstånd. Men alla mätningar är föremål för någon grad av fel eller osäkerhet, och osäkerheterna i längden på den astronomiska enheten ökade bara osäkerheterna i stjärnavstånden. Förbättringar av precision har alltid varit nyckeln till att förbättra astronomisk förståelse. Under hela 1900-talet blev mätningarna allt mer exakta och sofistikerade och allt mer beroende av noggrann observation av effekterna som beskrivs av Einsteins relativitetsteori och av de matematiska verktyg den använde.
Förbättrande mätningar kontrollerades och korskontrollerades kontinuerligt med hjälp av förbättrad förståelse av himmelsmekanikens lagar, som styr objektens rörelser i rymden. De förväntade positionerna och avstånden för objekt vid en fastställd tidpunkt beräknas (i au) från dessa lagar och sätts samman till en samling data som kallas en efemeris. NASA:s Jet Propulsion Laboratory HORIZONS System tillhandahåller en av flera efemeriska beräkningstjänster.
År 1976, för att fastställa ett mer exakt mått för den astronomiska enheten, antog IAU formellt en ny definition. Även om den var direkt baserad på de då bästa tillgängliga observationsmätningarna, omarbetades definitionen i termer av de då bästa matematiska härledningarna från himmelsmekanik och planetariska efemerider. Den angav att "den astronomiska längdenheten är den längd (A) för vilken den gaussiska gravitationskonstanten (k) antar värdet 0,01720209895 när måttenheterna är de astronomiska enheterna för längd, massa och tid". På motsvarande sätt, enligt denna definition, är ett au "radien för en oberörd cirkulär Newtonsk bana kring solen för en partikel som rör sig med en frekvens av en sidledsmassa med en frekvens 0,01720209895 radianer per dygn", eller alternativt den längd för vilken den heliocentriska gravitationskonstanten (produkten GM☉) är lika med (0,01720209895)2au3/d2, när längden används för att beskriva objektens positioner i solsystemet.
Efterföljande undersökningar av solsystemet med rymdsonder gjorde det möjligt att erhålla exakta mätningar av de relativa positionerna för de inre planeterna och andra objekt med hjälp av radar och telemetri. Som med alla radarmätningar, är dessa beroende av att mäta tiden det tar för fotoner att reflekteras från ett objekt. Eftersom alla fotoner rör sig med ljusets hastighet i vakuum, en fundamental konstant för universum, beräknas ett objekts avstånd från sonden som produkten av ljusets hastighet och den uppmätta tiden. Men för precision kräver beräkningarna justering för saker som sondens och objektets rörelser medan fotonerna passerar. Dessutom måste mätningen av själva tiden översättas till en standardskala som tar hänsyn till relativistisk tidsdilatation. Jämförelse av efemerispositionerna med tidmätningar uttryckt i Barycentric Dynamical Time  (TDB) leder till ett värde för ljusets hastighet i astronomiska enheter per dygn (av 86 400 sekunder). År 2009 hade IAU uppdaterat sina standardmått för att återspegla förbättringar och beräknat ljusets hastighet vid 173,144 632 6847(69) au/d (TDB).
År 1983 modifierade CIPM International System of Units (SI) för att göra mätaren definierad som avståndet tillryggalagt av ljus i vakuum i 1/299 792 458  sekund. Detta ersatte den tidigare definitionen, giltig mellan 1960 och 1983, som var att mätaren motsvarade ett visst antal våglängder av en viss emissionslinje av krypton-86. (Anledningen till förändringen var en förbättrad metod för att mäta ljusets hastighet.) Ljushastigheten kunde då uttryckas exakt som c0 = 299792458 m/s, en standard som också antagits av IERS numeriska standarder. Från denna definition och 2009 års IAU-standard visar sig tiden för ljus att passera en astronomisk enhet vara τA = 499,0047838061 ± 0,00000001 sekund, vilket är något mer än 8 minuter 19 sekunder. Genom multiplikation var den bästa uppskattningen av IAU 2009 A = c0τA =149597870700 ± 3 m, baserat på en jämförelse av Jet Propulsion Laboratory och IAA–RAS efemerider.
År 2006 rapporterade BIPM ett värde på den astronomiska enheten som 1,49597870691(6) × 1011  m. I 2014 års revidering av SI-broschyren accepterade BIPM IAU:s omdefiniering 2012 av den astronomiska enheten som 149 597 870 700 m.
Denna uppskattning härleddes fortfarande från observationer och mätningar som är föremål för fel, och baserade på tekniker som ännu inte standardiserade alla relativistiska effekter och därför inte var konstanta för alla observatörer. När IAU 2012 upptäckte att enbart relativitetsutjämningen skulle göra definitionen alltför komplex, använde IAU helt enkelt 2009 års uppskattning för att omdefiniera den astronomiska enheten som en konventionell längdenhet direkt kopplad till enheten (exakt 149 597 870 700  m). Den nya definitionen erkänner som en konsekvens att den astronomiska enheten har minskad betydelse, begränsad i användning till en bekvämlighet i vissa tillämpningar.
| 1 astronomisk enhet | = 149 597 870 700 meter (per definition) |
| 1 astronomisk enhet | = 149 597 870,7 kilometer (exakt)        |
| 1 astronomisk enhet | ≈ 92 955 807,2730 miles                  |
| 1 astronomisk enhet | ≈ 499,004783836 ljussekund               |
| 1 astronomisk enhet | ≈ 1,58125074098 × 10−5 ljusår            |
| 1 astronomisk enhet | ≈ 4,84813681113 × 10−6 parsec            |
Denna definition gör att ljusets hastighet definieras som exa kt299 792 458 m/s, lika med exakt 299 792 458 × 86 400  ÷ 149 597 870 700 eller ungefär 173,144632674240 au/dygn, cirka 60 delar per biljon mindre än 2009 års uppskattning.

## Användning och betydelse
Med de definitioner som användes före 2012 var den astronomiska enheten beroende av den heliocentriska gravitationskonstanten, det vill säga produkten av gravitationskonstanten, G, och solmassan. Varken G eller solmassan kan mätas med hög noggrannhet separat, men värdet av deras produkt är känt mycket exakt från observation av planeternas relativa positioner (Keplers tredje lag uttryckt i termer av Newtonsk gravitation). Endast produkten krävs för att beräkna planetariska positioner för en efemeris, så efemerider beräknas i astronomiska enheter och inte i SI-enheter. 
Beräkningen av efemerider kräver också ett övervägande av effekterna av allmän relativitet. Speciellt är tidsintervallen uppmätta på jordens yta (Terrest tid, TT) inte konstanta jämfört med planeternas rörelser. Den jordiska sekunden (TT) verkar vara längre nära januari och kortare nära juli jämfört med den "planetariska sekunden" (mäts konventionellt i TDB). Detta beror på att avståndet mellan jorden och solen inte är fast (det varierar mellan 0,9832898912 och 1,0167103335 au) och när jorden är närmare solen (perihelion), är solens gravitationsfält starkare och jorden rör sig snabbare längs sin omloppsbana. Eftersom metern definieras i termer av sekunden och ljusets hastighet är konstant för alla observatörer, tycks den markbundna metern ändra i längd jämfört med "planetmetern" på en periodisk basis. 
Metern definieras som en enhet med rätt längd. Den internationella kommittén för vikter och mått (CIPM) noterar faktiskt att "dess definition gäller endast inom en rumslig omfattning som är tillräckligt liten för att effekterna av gravitationsfältets olikformighet kan ignoreras". Som sådan är ett avstånd inom solsystemet utan att specificera referensramen för mätningen problematisk. 1976 års definition av den astronomiska enheten var ofullständig eftersom den inte specificerade referensramen för att tillämpa mätningen, men visade sig vara praktisk för beräkningen av efemerider. En fullständigare definition som överensstämmer med allmän relativitet föreslogs, och "kraftig debatt" följde fram till augusti 2012 då IAU antog den nuvarande definitionen av 1 astronomisk enhet = 149597870700 meter. 
Den astronomiska enheten används vanligtvis för avstånd i stjärnsystemskala, såsom storleken på en protostellär skiva eller det heliocentriska avståndet för en asteroid, medan andra enheter används för andra avstånd inom astronomi. Den astronomiska enheten är för liten för att vara bekväm för interstellära avstånd, där parsec och ljusår används i stor utsträckning. Parsec (parallax bågsekund) definieras i termer av den astronomiska enheten, som är avståndet för ett objekt med en parallax på 1 bågsekund. Ljusåret används ofta i populära verk, men är inte en godkänd icke-SI-enhet och används sällan av professionella astronomer.
När man simulerar en numerisk modell av solsystemet ger den astronomiska enheten en lämplig skala som minimerar (bräddavlopp, underflöde och trunkering) fel i flyttalsberäkningar.

## Utvecklingen

Den astronomiska enheten används som baslinjen för triangeln för att mäta stjärnparallaxer (avstånden i bilden är inte skalenliga)

Enhetsavståndet A (värdet av den astronomiska enheten i meter) kan uttryckas i termer av andra astronomiska konstanter:
{\displaystyle A^{3}={\frac {GM_{\odot }D^{2}}{k^{2}}},}
där G är den Newtonska gravitationskonstanten, M☉ är solmassan, k är det numeriska värdet för Gauss gravitationskonstant och D är tidsperioden för ett dygn. Solen tappar ständigt i massa genom att stråla bort energi, så planeternas banor expanderar stadigt utåt från solen. Detta har lett till uppmaningar att överge den astronomiska enheten som måttenhet.
Eftersom ljusets hastighet har ett exakt definierat värde i SI-enheter och den gaussiska gravitationskonstanten k är fixerad i det astronomiska enhetssystemet, är mätning av ljustiden per enhetssträcka exakt ekvivalent med att mäta produkten G×solmassan i SI-enheter. Därför är det möjligt att konstruera efemerider helt i SI-enheter, vilket alltmer blir normen.
En analys från 2004 av radiometriska mätningar i det inre solsystemet antydde att den sekulära ökningen av enhetsavståndet var mycket större än vad som kan förklaras av solstrålning, +15 ± 4 meter per sekel.
Mätningarna av de sekulära variationerna av den astronomiska enheten bekräftas inte av andra författare och är ganska kontroversiella. Sedan 2010 har den astronomiska enheten dessutom inte uppskattats av de planetariska efemeriderna.